# Initiative Neue Soziale Marktwirtschaft
Die Initiative Neue Soziale Marktwirtschaft GmbH (kurz: INSM) ist eine im Jahr 2000 vom Arbeitgeberverband Gesamtmetall gegründete und von Arbeitgeberverbänden finanzierte Lobbyorganisation. Regionalverbände der Metallindustrie sollen in den ersten 22 Jahren einen dreistelligen Millionenbetrag beigetragen haben. 2022 betrug das Budget 7 Mio. Euro. Die INSM ist ein Tochterunternehmen des Instituts der deutschen Wirtschaft. Sie verfolgt das Ziel, durch Öffentlichkeitsarbeit ihre politischen Botschaften bei Entscheidern und in der Bevölkerung zu verankern. Die Bereitschaft für wirtschaftsliberale Reformen soll erhöht werden, insbesondere strebt die INSM Deregulierung und Privatisierung bei der Arbeitsmarkt-, Sozial- und Tarifpolitik, eine wettbewerbsorientierte Bildungspolitik, sowie eine Abschwächung klimapolitischer Maßnahmen an.
Die Lobbyorganisation ist bundesweit für ihre Öffentlichkeitsarbeit und Kampagnen bekannt. Dabei rufen ihre Kampagnen wie z. B. im Bundestagswahlkampf 2021 wiederholt öffentliche Kritik hervor.

## Organisation

### Struktur
Alleinige Gesellschafterin der INSM – Initiative Neue Soziale Marktwirtschaft GmbH ist die Institut der deutschen Wirtschaft Köln Medien GmbH. Trägervereine des Instituts der deutschen Wirtschafts sind die Bundesvereinigung der Deutschen Arbeitgeberverbände und der Bundesverband der Deutschen Industrie.
Im Jahr 1999 wurde zunächst die PR-Agentur berolino.pr GmbH gegründet, welche in der Öffentlichkeit als „Initiative Neue Soziale Marktwirtschaft“ (INSM) auftrat. Die Agentur wurde dann im Jahr 2007 umbenannt in INSM Initiative Neue Soziale Marktwirtschaft GmbH. Die ursprünglich in Köln ansässige Agentur wurde im Dezember 1999 von den Arbeitgeberverbänden der Metall- und Elektroindustrie gegründet, 2010 wurde der Unternehmenssitz nach Berlin verlegt.
Die INSM arbeitet zudem mit dem Institut für Demoskopie Allensbach zusammen. Sie war Mitglied im Stockholm Network, einem europäischen Netzwerk marktwirtschaftlich orientierter Denkfabriken.

### Etat
Der Jahresetat der INSM beträgt nach eigenen Angaben etwa 7 Millionen Euro (Stand 2020) und stammt von den Arbeitgeberverbänden der Metall- und Elektroindustrie.

### Personen
Die GmbH hat 8 feste und etwa 40 freie Mitarbeiter. Geschäftsführer war bis Ende 2022 der frühere HDE-Sprecher Hubertus Pellengahr, der am 1. Januar 2010 Max A. Höfer und Dieter Rath (vorher unter anderem Presse- und PR-Chef des BDI) ablöste.
2022 wurde der CDU-Politiker Thorsten Alsleben, bisherig Hauptgeschäftsführer der Mittelstands- und Wirtschaftsunion, als Nachfolger Pellengahrs als Geschäftsführer des Lobbyvereins bestimmt. Pellengahr war zuvor in Ungnade gefallen, weil er nach der Baerbock-Affäre mit Angriffen gegen die damalige Grünen-Kanzlerkandidatin einen neuen konstruktiveren Stil der INSM ohne persönliche Verunglimpfungen durchsetzen wollte. Mit der Amtsübernahme von Alsleben erwartete der Tagesspiegel einen Rechtsruck der INSM und begründete diese Einschätzung damit, dass Alsleben selbst CDU-Chef Friedrich Merz zu reaktionär sei.
Die INSM benennt eine Reihe von involvierten Personen aus Wirtschaft und Politik als „Kuratoren“ und „Botschafter“, beispielsweise Roland Berger, Arend Oetker, Ulrich van Suntum und Randolf Rodenstock. Ferner gab es von 2005 bis zu seiner Auflösung 2014 einen Förderverein, welcher unter anderem durch Friedrich Merz mitgegründet wurde. Unter den aktiven und ehemaligen Botschaftern finden sich auch Mitglieder verschiedener politischer Parteien, vor allem der CDU, SPD und FDP.
Vorsitzender des Kuratoriums war der frühere Bundeswirtschaftsminister und Ministerpräsident des Landes Nordrhein-Westfalen Wolfgang Clement. Er war der Nachfolger von Hans Tietmeyer, der seit Gründung der INSM im Jahr 2000 bis 2012 diesen Vorsitz innehatte.

### Ziele
Nach Eigenaussage vertritt die INSM folgende Ziele:

„Wir wollen die Soziale Marktwirtschaft an die aktuellen Herausforderungen der Globalisierung, des demografischen Wandels und die Wissensgesellschaft anpassen. Die Soziale Marktwirtschaft hat sich über Jahrzehnte bewährt – doch auch erfolgreiche Konzepte müssen fortlaufend auf ihre Zukunftsfestigkeit überprüft und modernisiert werden. Daraus ergibt sich für uns dringender Reformbedarf in folgenden Politikfeldern: Arbeitsmarktpolitik, Wirtschaftspolitik, Umwelt- und Energiepolitik, Sozialpolitik und Bildungspolitik.“

## Strategie der Öffentlichkeitsarbeit
Mit der Konzept- und Kampagnengestaltung wurde vom Verband zunächst die PR-Agentur Scholz & Friends beauftragt. Von 2010 bis 2014 betreute die Agentur Serviceplan Public Opinion den Etat der INSM. Seit 2015 ist die zu Commarco gehörende Agentur Blumberry für die INSM tätig.
Die Öffentlichkeitsarbeit der INSM ist charakterisiert durch die Strategie der integrierten Kommunikation. Die Verbreitung der Inhalte erfolgt durch Anzeigen, Broschüren, Magazine, Bücher und Lehrveranstaltungen. Die INSM stellt aus den Reihen ihrer Botschafter Experten für Diskussionsrunden im Fernsehen sowie Interviewpartner für Zeitungsredaktionen, liefert fertige Beiträge für Print- und Fernseh-Redaktionen, stellt O-Töne für Hörfunkjournalisten zur Verfügung und beliefert Bildagenturen mit Bildmotiven. Ebenso finanzierte die INSM einen Workshop an der RTL-Journalistenschule in Köln. Auch veranstaltete die INSM Aktionen, wie zum Beispiel eine Gruppe junger Leute mit den Wappen der 16 Bundesländer auf weißen T-Shirts, die symbolträchtig vor dem Reichstag zogen. Das Bild gelangte teilweise, ohne die INSM als Urheber zu nennen, als dpa-Foto in diverse Medien. Außerdem stellte die INSM Materialien zum Thema Wirtschaft für den Schulunterricht zur Verfügung, veröffentlicht jährlich einen Bildungsmonitor und kooperiert mit einem Promotionskolleg zur Sozialen Marktwirtschaft der CDU-nahen Konrad-Adenauer-Stiftung.

## Öffentlichkeitskampagnen und deren Kontroversen

### Verleihung von (Schmäh-)Preisen
Von 2003 bis 2005 kürte die INSM zusammen mit der Frankfurter Allgemeinen Sonntagszeitung jährlich den „Reformer des Jahres“. Dabei sollten Personen ausgezeichnet werden, die sich im betreffenden Jahr in besonderer Weise für „marktwirtschaftliche Reformen“ in Deutschland eingesetzt haben. Mit dem Titel wurde 2005 der Verfassungsrichter Udo Di Fabio ausgezeichnet, 2004 der CDU-Politiker Friedrich Merz und 2003 das spätere CDU-Kompetenzteam-Mitglied Paul Kirchhof. In den Jahren 2004 und 2003 wurde zusätzlich mit dem IG-Metall-Vorsitzenden Jürgen Peters und dem SPD-Präsidiumsmitglied Andrea Nahles auch je ein „Blockierer des Jahres“ ernannt.

### Verschicken von Voodoo-Puppen an Politiker
Im Jahr 2013 verschicke die INSM Voodoo-Puppen (als Synonym für Wähler) an alle Bundestagsabgeordneten und hunderte weitere Personen im politischen Umfeld in Berlin. An den Voodoo-Puppen konnte man „verfluchte Wahlversprechen“ von Bundestagsabgeordnete und weiteren Politikern symbolisch „erstechen“. Zur Auswahl standen unter anderem Zuschussrente, Frauenquote, Energiesubventionen, Erbschaftssteuer, Vermögenssteuer und Mindestlohn.
Mit der Aktion sollte dargestellt werden, dass „Wahlversprechen schmerzhafte Auswirkungen“ auf Wähler haben könnten, weil die Politik die negativen Effekte, z. B. bezüglich des Mindestlohns, verschweigen würde. Die Kampagne stieß auf ein geteiltes Echo.

### Steuern und Solidaritätszuschlag
Im Rahmen des Bundestagswahlkampfes 2017 veröffentlichte die INSM in der Bild eine Anzeige zur geplanten Reichensteuer der SPD. Neben einem Bild des SPD-Kanzlerkandidaten Martin Schulz war die Frage Lieber Herr Schulz, Reichensteuer schon ab 60.000 Euro: Ist das Ihr Respekt vor Leistung? abgedruckt. Die INSM wurde daraufhin kritisiert, die Anzeige sei „irreführend“. Denn das Programm der SPD sah vor, dass der bereits vorhandene Spitzensteuersatz von 42 Prozent statt ab rund 54.000 Euro erst ab 60.000 Euro erhoben wird. Demnach stiege der Steuersatz kontinuierlich bis zu einem neuen Spitzensteuersatz von 45 Prozent, der ab einem Einkommen von rund 76.000 Euro fällig würde. Die von der INSM beschriebene Reichensteuer würde hingegen wie bisher erst ab einem Einkommen von 250.000 Euro fällig werden und zudem um drei Prozentpunkte erhöht werden. Die Definition der INSM wurde daher als „keine seriöse Definition“ kritisiert.
Die INSM sprach sich 2020 gemeinsam mit dem Berufsverband Wirtschaftsrat der CDU für eine komplette Abschaffung des Solidaritätszuschlags aus und stellte eine „Soli-Uhr“ auf.

### Renten, andere Sozialversicherungen und Arbeitsmarktpolitik
Die INSM spielte – neben anderen wirtschaftsnahen Denkfabriken wie dem Deutschen Institut für Altersvorsorge und dem Deutschen Aktieninstitut – eine zentrale Rolle bei der Diskussion um die Rentenversicherung in Deutschland in den 2000er-Jahren. Die INSM bezeichnete Deutschland dabei als „überdrehten“ Wohlfahrtsstaat und behauptete, dass die gesetzliche Rente alleine nicht mehr zur Vorsorge ausreichen würde. Die gesetzliche Rente sollte daher gekürzt werden und Bürger sollten zu einem Teil auch privat in eine kapitalgedeckte Altersvorsorge investieren. Durch breit angelegte Öffentlichkeitskampagnen sollte die Meinung in der Bevölkerung hierzu beeinflusst werden. Unter anderem finanzierte die INSM eine Dokumentation mit, die 2003 im öffentlich-rechtlichen Fernsehen ausgestrahlt wurde und über 2 Mio. Zuschauer erreichte. In dieser kamen fast ausschließlich Personen zu Wort, die der INSM nahestanden bzw. sich für die Reform der Renten im Sinne der INSM aussprachen. Dabei wurde von den Denkfabriken behauptet, durch den demographischen Wandel sei die Teilprivatisierung ohne Alternative. Andere Möglichkeiten zur Stabilisierung der Rente innerhalb des bestehenden Rentensystems wurden dabei systematisch ausgeblendet. Eine Rolle spielte hierbei auch der Wunsch nach Senkung der Lohnnebenkosten, also dem von Arbeitgebern entrichtete Teil der Rentenbeiträge, um die „Wettbewerbsfähigkeit“ der Unternehmen zu erhöhen. Diese Argumentation, die auch die INSM bediente, führte nach der Jahrtausendwende zu Kürzungen bei den Sozialversicherungen durch die damalige rot-grüne Bundesregierung.
Die INSM prägte in den 2000er Jahren die Phrase „Sozial ist, was Arbeit schafft“, welche später von Politikern verschiedener Parteien aufgegriffen wurde. Die Phrase wurde ursprünglich in den 1930ern vom ersten Wirtschaftsminister der nationalsozialistischen Regierung, Alfred Hugenberg, verwendet. Hugenberg grenzte damit seine Vorstellung einer „gesunden Wirtschaft“ von der behaupteten Erwerbslosigkeit im Sozialismus ab.
Anlässlich des TV-Duells 2017 sponserte die INSM auf Twitter den Hashtag #tvduell, sodass Nutzer, die nach diesem Hashtag suchten, zuerst einen Beitrag der INSM angezeigt bekamen, in dem ein SPD-Vorschlag zur Rentenstabilisierung und „soziale Wohltaten“ wegen angeblich fehlender Gegenfinanzierung kritisiert wurden.
Im Jahre 2021 beauftragte die INSM eine Studie, die erneut vor zu hohen Lohnnebenkosten warnte und forderte, dass die Renten-, Kranken- und Pflegeversicherungen erneut „reformiert“ (d. h. gekürzt) werden sollten.

### Energie- und Klimapolitik
Die INSM gilt als mächtiger Bremser des Klimaschutzes und wird dafür kritisiert, „massiv“ dazu beizutragen, „durch Pseudoinformation und politische Einflussnahme wirksamen Klimaschutz in Deutschland zu verhindern“. Die Strategie von Industrieunternehmen und -verbänden inklusive INSM sei dabei, den Klimawandel als Fakt zu akzeptieren, da offene Zweifel zu säen inzwischen peinlich geworden sei, und stattdessen Zweifel an den Gegenmaßnahmen wie den erneuerbaren Energien zu schüren.
Mit mehreren Kampagnen bezog die INSM seit 2011 gegen die Förderung von Ökostrom durch das Erneuerbare-Energien-Gesetz Stellung. Kritiker wie Hans-Josef Fell und Claudia Kemfert bemängelten, die Kampagnen stützten sich auf irreführende Zahlen und seien von den Interessen der beteiligten Unternehmen der Kohlewirtschaft geleitet. Als „von bedeutendem Einfluss für die graue Offensive gegen das EEG“ wird in der Fachliteratur ihre 2012 lancierte Kampagne betrachtet, bei der sie viele mit schrillen Botschaften versehene Anzeigen in Medien schaltete und großflächig im Berliner Regierungsviertel plakatierte. 2013 startete sie ebenfalls eine große Kampagne gegen die Energiewende.
2018 beauftragte die INSM Justus Haucap mit einer Studie zu den „Kosten der Energiewende“. Die Studie kam zu dem Schluss, dass diese bis 2025 Kosten in Höhe von rund 500 Milliarden Euro verursachen würde. Die Nutzen der Energiewende wurden in der Studie nicht thematisiert, und keine Kosten-Nutzen-Analyse vorgenommen. Die Studie wurde weithin medial rezipiert. Die Weltwoche zitierte Haucap mit den Worten „Die Energiewende ist ein teurer Sonderweg“. Haucap selbst verfasste einen Artikel zu seiner Studie unter der Übschrift „Deutschlands teurer Energie-Irrweg“ für die Frankfurter Allgemeine Zeitung. In dem Artikel zitiert Haucap die Ergebnisse seiner Studie, ohne darauf hinzuweisen, dass diese im Auftrag der INSM erstellt wurde. Laut Haucap habe der Vertrag mit der INSM „nur die Pressekonferenz in den Büros der INSM beinhaltet, nicht aber Medienberichte“.
2019 begann sie eine weitere Kampagne zur CO2-Bepreisung mit einem Beitrag unter dem Titel „12 Fakten zur Klimapolitik“, in der sie sich für eine langsamere Energiewende und gegen schnellen Klimaschutz ausspricht. Der Ingenieurwissenschaftler und Energieforscher Volker Quaschning warf ihr darauf in einem Faktencheck vor, dass sich ihre „Argumente für Laien oft überzeugend“ anhörten, die Aussagen tatsächlich jedoch häufig „Fake-News-Charakter“ hätten. Für Die Zeit stellt die Kampagne einen Täuschungsversuch der Öffentlichkeit dar. Demnach gebe die INSM nur vor, sich für Klimaschutz einzusetzen, verwässere ihn jedoch, indem sie nur die Einhaltung des Zwei-Grad-Zieles anstrebe, während tatsächlich im Übereinkommen von Paris international vereinbart sei, die Erderwärmung auf deutlich unter zwei Grad zu begrenzen. Primär diene die Kampagne dazu, „die von sehr vielen Wissenschaftlern und Ökonomen favorisierte CO2-Abgabe zugunsten eines Emissionshandels zu verhindern“. Der Bundesverband Erneuerbare Energie warf ihr vor, „Blockade der Energiewende“ zu betreiben „und die Verhinderung notwendiger politischer Maßnahmen“ im Ziel zu haben, zudem warf er der INSM ebenfalls vor, Falschbehauptungen über erneuerbare Energien zu verbreiten.
Nachdem Fridays for Future seinerseits eine Kampagne gegen die INSM gestartet hatte, ließ der Industrieverband verlauten, er stehe zum Pariser Klimaschutzabkommen. Die Welt stellt dazu fest „Der Vorwurf …, der von der INSM vorgeschlagene CO2-Deckel sei viel zu niedrig angesetzt‘, …, ist darüber hinaus unwahr: Die INSM hat sich über die Höhe eines CO2-Deckels bislang überhaupt nicht geäußert.“ Der Politikwissenschaftler Achim Brunnengräber und Ko-Autoren ordnen die Bezugnahme der INSM auf das 2 °C-Ziel des Pariser Abkommens als eine rhetorische Figur ein, mit der sie die Messlatte gegenüber dem im Abkommen enthaltenen 1,5 °C-Ziel verschoben habe. Außerdem habe die INSM durch die Betonung der Notwendigkeit internationaler Anstrengungen von der Verantwortung Deutschlands mit seinen substantiellen historischen Emissionen abgelenkt und sich damit eines Hauptarguments fossiler Interessengruppen bedient.
In einer nachfolgenden Kampagne im Jahr 2023, nach dem russischen Überfall auf die Ukraine 2022 und die sich anschließende Inflationsphase, änderte die INSM ihre Position und sprach sich für einen beschleunigten Ausbau Erneuerbarer Energien aus; dabei betonte sie jedoch besonders technische Optionen, zum Beispiel die Wasserstoffwirtschaft, den Ausbau von Flüssigerdgasterminals und CO2-Abscheidung und -Speicherung.

### Bundestagswahlkampf 2021
Gemeinsam mit der Zeitung Die Welt organisierte die INSM mehrere Gesprächsveranstaltungen, die gemäß Christian Stöcker „nur als Wahlkampf-Events für die Union“ gedeutet werden können.

#### Anzeigenkampagne gegen Olaf Scholz
Die INSM fuhr im Februar 2021 eine Kampagne gegen Olaf Scholz mit dem Slogan „Gute Politik geht anders, Herr Scholz!“. Die INSM verwende für diese unter anderem ein Zitat des Ökonomen Peter Bofinger. Dieser bezeichnete es als „starkes Stück“ der INSM, für den lobbyistischen Angriff auf Scholz „missbraucht“ zu werden. Die Wirtschaftswoche sprach von einer „Fünfte-Kolonne-Kampagne“.

#### Anzeigenkampagne gegen Annalena Baerbock
Die INSM schaltete im Juni 2021, einen Tag vor der Bestätigung von Annalena Baerbock als Kanzlerkandidatin durch den Parteitag der Grünen, Wahlwerbung gegen befürchtete „grüne Verbote“ und bebilderte die Anzeigen mit Annalena Baerbock, die – ähnlich Mose – Gesetzestafeln im Arm hielt. Die Kampagne unterstellte Baerbock bzw. den Grünen, Verbote wie „Du darfst nicht fliegen“ oder „Du darfst Deine Arbeitsverhältnisse nicht frei aushandeln“ anzustreben. Die Anzeige wurde in verschiedenen überregionalen Tageszeitungen veröffentlicht und auch in reichweitenstarken Portalen geschaltet.
Kritik an der Kampagne kam von verschiedenen Seiten. Ein Faktencheck der DPA, der vier der behaupteten Verbote prüfte, stufte die Behauptungen anhand des grünen Programmentwurfs als „(teilweise) falsch“ oder „ungenau“ ein. Kritisiert wurde die Kampagne auch wegen ihrer Symbolik: Unter anderem erklärte die ehemalige Präsidentin des Zentralrats der Juden in Deutschland, Charlotte Knobloch, die INSM habe „sich völlig im Ton vergriffen“, während der Antisemitismus-Beauftragte Baden-Württembergs, Michael Blume eine Warnung aussprach, „im Wahlkampf antisemitische Verschwörungsmythen zu bedienen“. Die Bundesvereinigung der Deutschen Arbeitgeberverbände distanzierte sich von der Kampagne. Der Politikwissenschaftler Michael Koß analysierte die Kampagne. Er kritisierte die Nutzung „antisemitische[r] Stereotype“ und frauenfeindlicher Motive und bezeichnete die „konzertierte Kampagne“ als Tabubruch, aber auch als Symptom für eine „Rückentwicklung des politischen Diskurses“. Laut dem Sozialwissenschaftler und Berliner Antisemitismusbeauftragten Samuel Salzborn handelt es sich um „Assoziationsketten, die antisemitische Anspielungen in Kauf nehmen“. So wecke die „Moses-Analogie, die Referenz auf die strenge Gesetzesreligion, der Terminus ‚Staatsreligion‘ […] antijüdische Stereotype in der Metaphorik“.
Die INSM reagierte auf die Kritik an der Kampagne und stellte diese als Form des Mundtot-Machens dar. Auch die Reaktion der INSM sorgte für weitere Kritik. So erklärte Daniel Hornuff, dass auf die Kritik mit der „Unterstellung“ reagiert worden sei, „man wolle Meinungsfreiheit abschaffen“. Dies sei „tatsächlich höchst problematisch.“
Als wesentlichen Grund für die Negativkampagne gab Florian von Hennet von der INSM später an, die grüne Kanzlerkandidatin hätte „Grundsätze der sozialen Marktwirtschaft nicht ausreichend [...] gewahrt“, insbesondere die geplante „Abschaffung von Hartz IV“ und Erhöhung des Mindestlohns störte die INSM.

### Kampagne „Bürokratie“
Die Initiative startete im Frühjahr 2024 im Internet sowie in den klassischen Medien eine Kampagne zum Bürokratieabbau. Mit der Kampagne will die Initiative auf die Folgen der aus ihrer Sicht überbordenden Bürokratie für die Wirtschaft in Deutschland und auf möglich Freiheitsbeschränkungen durch Bürokratie („… dass wir in keiner Diktatur leben, sondern unter dem Diktat der Bürokratie, …“) hinweisen. Als Kampagnenmotiv wurde von der ISNM dabei unter anderem das verfremdete Staatswappen der ehemaligen DDR verwendet. Im Kampagnenmotiv waren der ursprünglich vom Ährenkranz umrahmte Hammer und Zirkel durch einen Stempel und Heftklammerentferner ersetzt worden. Ergänzt wurde dieses Bildmotiv durch den Schriftzug „Willkommen in der Deutschen Bürokratischen Republik“. Diese Kampagne rief, wie schon andere zuvor, Kontroversen hervor. Die Kontroversen wurde jedoch nicht durch das Ziel der Kampagne hervorgerufen, sondern durch das Kampagnenmotiv mit dem verfremdete Wappen und dem Schriftzug. Kritisiert wurde, dass damit auf die DDR angespielt wurde, auf einen Staat der Andersdenkende wegsperrte und Menschen erschoss. Lobbycontrol kritisierte die Kampagne als Feigenblatt um „Gesetze für Konzerne zu verhindern [...] etwa wenn der Schutz von Menschenrechten in Lieferketten nur als Bürokratie-Last dargestellt wird.“

### Bundestagswahlkampf 2025
Im Wahlkampf zur Bundestagswahl 2025 rief die INSM zu einem „Wirtschaftswarntag“ und Demonstrationen am Brandenburger Tor auf. Laut Correctiv decken sich ihre Forderungen mit dem Wahlprogramm der CDU. Während die INSM reklamiert „die Wirtschaft“ zu vertreten, nahmen an der Aktion eine Reihe von Lobbyorganisationen – wie Die Familienunternehmer oder der Mineralöl- und Verbrennerlobbyverband UNITI – mit gemeinsamen Interessen teil. Der Bundesverband der Deutschen Industrie beteiligte sich indes nicht. Der Wirtschaftswissenschaftler Marcel Fratzscher ordnete die Aktion als „Versuch einiger Unternehmenslobbys, ihre[] eigenen Interessen im Bundestagswahlkampf noch mehr Gewicht zu verleihen“ ein. Die teilnehmenden Unternehmensverbände würden sich weigern, „Verantwortung für das eigene Handeln und die eigenen Fehler zu übernehmen“. Tatsächlich teilgenommen haben lediglich eine „kleine Menschenmenge“, laut Angaben der Polizei 450 Teilnehmer.
Geschäftsführer Alsleben sprach sich Anfang Februar 2025 für eine schwarz-gelbe Minderheitsregierung als einziger Option aus. Eine Regierungskoalition mit den „linken Parteien“ Bündnis 90/Die Grünen und SPD sei nicht mehr möglich.

## Allgemeine Rezeption und Kritik

### Verwendung der SchlüsselworteSoziale Marktwirtschaft
Nach Ansicht des Politikwissenschaftlers Claus Leggewie ist das Ziel der INSM weniger „soziale“ Marktwirtschaft als vielmehr „kapitalistische freie Marktwirtschaft“. Nach Ansicht des Journalisten Thomas Leif gehe es der INSM im Kern um „die Flankierung von Wirtschaftsinteressen durch PR-Maßnahmen“. Rudolf Speth sieht in einer Studie für die Hans-Böckler-Stiftung die INSM in der Tradition des Verbandes „Die Waage“.
Nach sprachwissenschaftlicher Analyse von Martin Wengeler könne die Verwendung des Schlüsselwortes Soziale Marktwirtschaft im Namen der INSM „im Diskurszusammenhang nur als Versuch gewertet werden […], den ‚Begriff‘ im eigenen, wirtschaftsliberalen Sinn […] zu besetzen“. Soziale Marktwirtschaft war in der Frühzeit der Bundesrepublik Deutschland ein zentraler, aber umstrittener, Selbstverständnisbegriff. In den 1990er Jahren hat in der Diskussion um marktradikale Konzepte die Berufung auf die Soziale Marktwirtschaft durch Kritiker von Haushaltskürzungen und sozialen Kürzungen wieder eine wichtige Rolle gespielt. Zudem wurde das Wort Soziale Marktwirtschaft von den Parteien SPD und Bündnis 90/Die Grünen (auch die PDS soll es in der Programmdiskussion erwogen haben) übernommen bzw. für die eigenen Ziele beansprucht, nachdem es vorher ausschließlich von der CDU verwendet worden war. Auch die CDU griff auf den Begriff zurück, um ihre neuen Vorstellungen und Pläne damit anzupreisen. Die Erweiterung der Wortverbindung Soziale Marktwirtschaft um das Attribut „neu“ lasse erkennen, dass zwar das alte Schlüsselwort beibehalten werde, aber die damit nun verbundenen inhaltlichen Konzepte sich verschieben sollen, in Richtung wirtschaftsliberaler Konzepte, die allerdings auch schon in den 1950er Jahren unter anderem von Vertretern des Vereins Die Waage befürwortet wurden „und also schon damals eine Lesart von Soziale Marktwirtschaft darstellten“. In der Zeit, in der das Konzept Angela Merkels zur „Neuen Sozialen Marktwirtschaft“ in der CDU heftig diskutiert wurde, erfolgte die Namensgebung der Initiative Neue Soziale Marktwirtschaft. Die Wortverbindung Soziale Marktwirtschaft komme in den Texten der INSM so gut wie nicht vor. Ihr Verständnis von Soziale Marktwirtschaft schließe dabei an das Verständnis von Wirtschaftsliberalen wie Friedrich August von Hayek an, die bereits in den 1950er Jahren befürchtet hätten, dass das Attribut „sozial“ Versprechungen mache, die dem wirtschaftlichen Fortschritt im Wege stünden und daher „unsozial“ seien. Um das damit verbundene Konzept dennoch als Soziale Marktwirtschaft bezeichnen zu können, sei laut Wengeler der Wortverbindung das Attribut „neu“ hinzugefügt worden, sowie eine Berufung auf Ludwig Erhard. Es dürfte jedoch nicht gelungen sein, dieses Verständnis von Soziale Marktwirtschaft im Diskurs durchzusetzen – im Gegensatz zu anderen Schlagworten wie „Reform“, bei denen die INSM mittlerweile eine in ihrem Sinn dominierende Interpretation voraussetzen könne.
Horst Friedrich Wünsche, Geschäftsführer der Ludwig-Erhard-Stiftung, wirft der Initiative Neue Soziale Marktwirtschaft vor, zu Unrecht mit einem Porträt Ludwig Erhards für sich zu werben. Die Initiative vereinnahme ihn ebenso für ihre Ziele wie andere Interessengruppen, die Erhard unter umgekehrten Vorzeichen für sich in Anspruch nähmen.

### Verhältnis zu den Medien
Der Politikwissenschaftler Ulrich Müller von Lobbycontrol prangert die Berichterstattung als unkritisch und intransparent an. Dabei beruft er sich auf eine Magisterarbeit von Christian Nuernbergk über die Öffentlichkeitsarbeit der INSM mit Blick auf das Verhältnis von Journalismus und PR. Nuernbergk kommt zum Fazit, die Medienberichterstattung übernehme weitgehend die INSM-Perspektive, insbesondere wenn exklusive Medienkooperationen geboten werden. Sie mache die Funktion der Initiative als ein strategisches Element in der Interessenvertretung von Arbeitgeberverbänden nur unzureichend transparent. Informationen zur Einordnung der Berichterstattung würden dem Leser vorenthalten. Bei mehr als der Hälfte aller untersuchten Beiträge tauchten INSM-Botschafter auf, aber nicht einmal in jedem sechsten Beitrag wurde die Botschafterrolle für die INSM transparent gemacht.
Im Hinblick auf die Gefährdung der journalistischen Unabhängigkeit rügte die Journalistenvereinigung Netzwerk Recherche die zunehmende Veröffentlichung von PR-Texten als redaktionelle Beiträge ohne jegliche Hinweise über die Herkunft der Texte. Sie zitiert eine Studie der Universität Leipzig unter der Leitung des Medienwissenschaftlers Michael Haller, die zu dem Ergebnis kommt, dass die INSM „zur Vermarktung neoliberaler Reformideen […] über Media-Kampagnen allgemein wahrnehmbare und durch „repräsentative“ Umfragen belegte Stimmungen erzeuge. So werde direkt und indirekt auf das Agenda-Setting der Redaktionen Einfluss genommen.“
Das Institut für Journalistik der TU Dortmund, Transparency International und die Journalistenvereinigung Netzwerk Recherche monierten in der Studie „Gefallen an Gefälligkeiten: Journalismus und Korruption“ (2013), dass „angesichts einbrechender Werbeeinnahmen und sinkender Verkaufszahlen selbst bei vielen renommierten Medien kaum noch Hemmungen vorhanden sind, entstandene Rückgänge durch Kooperationen mit Lobbyisten und Unternehmen auszugleichen.“ Weiter stellt die Studie fest: „Der Ruf nach journalistischer Unabhängigkeit wirkt zunehmend hilflos“. Als besonders gravierendes Beispiel nannte die Studie die Medienpartnerschaften der INSM. Auch Rudolf Speth kritisierte in einer Studie für die Hans-Böckler-Stiftung die Medienpartnerschaften der INSM mit großen Zeitungen wie der Wirtschaftswoche, Frankfurter Allgemeine Sonntagszeitung, Die Welt und Handelsblatt, aber auch Talkshows und betonte, dass durch die Arbeit der INSM „die Grenzen zwischen PR und Journalismus“ verschwimmen würden.
Der Medienwissenschaftler Siegfried Weischenberg sagte in einer Monitor-Sendung im Jahre 2005: „Die Initiative Neue Soziale Marktwirtschaft ist höchst erfolgreich, weil es ihr gelungen ist, so einen neoliberalen Mainstream in den Medien durchzusetzen. Und das konnte auch leicht gelingen, weil die Medien kostengünstig produzieren müssen. Sie sind sehr darauf angewiesen, dass ihnen zugeliefert wird, hier gibt’s eine Lobby, die sehr wohlhabend ist. Das ist natürlich eine sehr, sehr problematische Geschichte, weil die Medien nicht das tun, was sie tun sollen. Die Journalisten fallen sozusagen aus der Rolle, weil sie nicht kritisch kontrollieren, weil sie die Interessen nicht transparent machen.“ Laut Monitor haben die mit Beiträgen belieferten Sender allerdings angegeben, die Beiträge redaktionell bearbeitet zu haben, die meisten Sender hätten die Zusammenarbeit mit der INSM inzwischen beendet. Grundsätzlich wurde ein Verschwimmen der Grenzen zwischen Journalismus und Public Relations moniert.
Eine Reihe von Botschaftern haben diese Tätigkeit zwischenzeitlich wieder aufgegeben, beispielsweise Wolfgang Clement nach Übernahme des Amtes des Bundesministers für Wirtschaft und Arbeit, der jedoch seit Juli 2012 als Kuratoriumsvorsitzender wieder einstieg.
Nach Werner Bührer schaltet die INSM „nahezu wöchentlich eine Anzeige in den großen Tageszeitungen“. Neben der markanten Figur Erhards mit verjüngten Gesichtszügen und der obligatorischen Zigarre finden sich unter der Zeile „Erhard schreibt wieder“ ein Zitat des „Vaters des Wirtschaftswunders“ und ein Kommentar der Initiatoren dieser Anzeigenkampagne. Bei der Ludwig-Erhard-Stiftung sei man nicht glücklich darüber, da die Instrumentalisierung Erhards einen „ernsthaften Bezug auf das Konzept der Sozialen Marktwirtschaft vermissen“ lasse. Laut Horst Friedrich Wünsche ist es schwierig, Erhards Theorie zu ergründen, da er unter Wirtschaftspolitik etwas anderes verstand als die Politiker vor und nach ihm und er sich bei der Begründung seiner Politik auf Erkenntnisse stützte, die an Universitäten nicht gelehrt wurden und werden. „Die Neigung von Interessenvertretern sich so oder so auf Erhard zu berufen, lässt sich sachlich nicht begründen … Die Forderung der Industrie die „freie Wirtschaft“ mit wirtschaftspolitischen Maßnahmen zu begünstigen, und das Verlangen der Gewerkschaften, sozialpolitisch mehr für „soziale Gerechtigkeit“ zu tun“, bewertet Wünsche als interessenpolitische Fehldeutungen. Die Öffentlichkeitsarbeiter der Verbände würden Erhard in den Mund legen, was sie gerne hören möchten. Ironisch merkt er an, dass sich dies geradezu anbiete, da Ludwig Erhard vieles gesagt habe und die Soziale Marktwirtschaft durch Akzentverschiebung leicht in die ein oder andere Richtung ausgelegt werden könne: vom Sozialen zur Marktwirtschaft oder von der Marktwirtschaft zum Sozialen. „Und wird das eine genügend betont, kann das andere schon mal ganz weggelassen werden.“

### Schleichwerbungsvorwurf
Im September 2005 wurde durch eine von der ARD veröffentlichte Kundenliste bekannt, dass die INSM 2002 insgesamt 58.670 Euro bezahlte, um Einfluss auf Dialoge in der ARD-Sendung Marienhof zu erhalten. In insgesamt sieben Folgen nahm die INSM Einfluss zu folgenden Themen:
- Zeitarbeit wurde als positives Mittel zum Einstieg in das Berufsleben dargestellt.
- Schulen sollten sich stärker an den Bedürfnissen der Unternehmen ausrichten.
- Steuern und Abgaben werden als zu hoch angesehen und sollten reduziert werden.

Die Dienstleistungsgewerkschaft ver.di warf ihr daraufhin vor, sie habe mit politischer Werbung Jugendliche manipulieren wollen.
Die INSM weist den Vorwurf der Medienmanipulation zurück und erklärte, es sei nur darum gegangen, „Grundkenntnisse über unsere Wirtschaftsordnung“ zu vermitteln und die „Bedeutung eigenen Engagements bei der Suche nach einer Ausbildungs- oder Arbeitsstelle“ zu betonen. Sie räumt inzwischen aber ein, dass die Medien-Kooperation im Falle der ARD-Serie Marienhof ein Fehler war.

### Vorwurf redaktioneller Einflussnahme
Im November 2005 berichtete die Wochenzeitung Freitag, dass die INSM, nachdem in den Medien zunehmend kritische Berichterstattung über sie stattfinden würde, zu deren Bekämpfung Druck auf Redaktionen ausübe. Nach Berichten in Fernsehsendungen wie Monitor habe sich die INSM auch direkt an einzelne Mitglieder des Rundfunkrats und ZDF-Fernsehrats gewandt und über „einseitige“ Berichterstattung geklagt. Kritische Journalisten würden von der INSM als gewerkschaftsnah oder als Attac-Sympathisanten dargestellt, um ihre Glaubwürdigkeit zu untergraben.

### Unterrichtsmaterial an den Schulen
Über ein Lehrerportal stellt die Initiative kostenloses Unterrichtsmaterial zu den Themen Politik und Wirtschaft zur Verfügung. Aufbereitet und bereitgestellt werden die Materialien durch IW Consult GmbH und IW Medien GmbH, zwei Tochterunternehmen des Instituts der deutschen Wirtschaft. Die Materialien wurden von verschiedenen Seiten kritisiert, da sie die Interessen von Arbeitgebern in den Vordergrund stellten und soziale Aspekte vernachlässigten. Aussagen wie „In der Realität hat der Mindestlohn nur eine Folge: dass noch mehr Menschen arbeitslos werden“ wurden als tendenziös eingeordnet. Durch die Verwendung des Materials sollen Lehrer als Multiplikatoren genutzt werden. Focus Money betreibt zudem mit der INSM das Schulprojekt „Wir erklären die Wirtschaft“, in dessen Rahmen Lehrern und Schulen monatlich Lehrmaterialien für den Unterricht zur Verfügung gestellt werden.